# Menno Oosting
Menno Oosting (Son en Breugel, 17 mei 1964 – Turnhout, 22 februari 1999) was een professioneel tennisspeler uit Nederland.

## Loopbaan
Oosting specialiseerde zich in de loop der jaren als dubbelspelspecialist en won in zijn carrière zeven ATP Tour dubbelspeltitels. Ook bereikte hij in nog eens elf dubbelspeltoernooien de finale. Als enkelspeler was het jaar 1988 zijn beste jaar. Hij bereikte in dat jaar in de Australian Open de vierde ronde en in Wimbledon de derde ronde. Ook bereikte hij op 4 juli 1988 met een 72e plek zijn hoogste positie op de wereldranglijst in het enkelspel. In het dubbelspel speelde hij in de wereldtop. In 1995 bereikte hij de 20e plek op de ranglijst van dubbelspelers. In 1994 behaalde hij zijn meest aansprekende resultaat toen hij samen met de Nederlandse Kristie Boogert de gemengd dubbelspeltitel op Roland Garros won.
Oosting overleed in 1999 door een auto-ongeluk na afloop van een challengertoernooi in het Franse Cherbourg.

## Resultaten

### ATP-finaleplaatsen dubbelspel
| no. | jaar | toernooi        | partner            | tegenstanders                       | winst/verlies | score         |
| --- | ---- | --------------- | ------------------ | ----------------------------------- | ------------- | ------------- |
| 1.  | 1991 | Athene          | Olli Rahnasto      | Jacco Eltingh Mark Koevermans       | verlies       | 7-5, 6-7, 5-7 |
| 2.  | 1992 | München         | David Adams        | Tomas Anzari Carl Limberger         | winst         | 3-6, 7-5, 6-3 |
| 3.  | 1993 | Estoril         | Udo Riglewski      | David Adams Andrej Olchovski        | verlies       | 3-6, 5-7      |
| 4.  | 1993 | Boekarest       | Libor Pimek        | George Cosac Ciprian Porumb         | winst         | 7-5, 7-6      |
| 5.  | 1994 | Casablanca      | David Adams        | Cristian Brandi Federico Mordegan   | winst         | 6-3, 6-4      |
| 6.  | 1994 | Estoril         | Richard Krajicek   | Cristian Brandi Federico Mordegan   | verlies       | walk-over     |
| 7.  | 1994 | Gstaad          | Daniel Vacek       | Sergio Casal Emilio Sanchez         | verlies       | 6-7, 4-6      |
| 8.  | 1994 | Madrid          | Rikard Bergh       | Jean-Philippe Fleurian Jakob Hlasek | winst         | 6-3, 6-4      |
| 9.  | 1994 | Toulouse        | Daniel Vacek       | Patrick McEnroe Jared Palmer        | winst         | 7–6, 6–7, 6–3 |
| 10. | 1996 | Zagreb          | Libor Pimek        | Martin Damm Hendrik Jan Davids      | winst         | 6-3 7-6       |
| 11. | 1996 | Antwerpen       | Jevgeni Kafelnikov | Jonas Björkman Nicklas Kulti        | verlies       | 4-6, 4-6      |
| 12. | 1996 | Sankt Pölten    | David Adams        | Ctislav Doseděl Pavel Vízner        | verlies       | 7-6, 4-6, 3-6 |
| 13. | 1996 | Kitzbühel       | David Adams        | Jevgeni Kafelnikov Daniel Vacek     | verlies       | 3-6, 4-6      |
| 14. | 1996 | Boekarest       | David Adams        | Jeff Tarango David Ekerot           | verlies       | 6-7, 6-7      |
| 15. | 1996 | Bazel           | David Adams        | Jevgeni Kafelnikov Daniel Vacek     | verlies       | 3-6, 4-6      |
| 16. | 1996 | Wenen           | Pavel Vízner       | Jevgeni Kafelnikov Daniel Vacek     | verlies       | 6-7, 4-6      |
| 17. | 1998 | Kopenhagen      | Tom Kempers        | Jan Siemerink Brett Steven          | winst         | 6-4, 7-6      |
| 18. | 1999 | Sint-Petersburg | Andrei Pavel       | Jeff Tarango Daniel Vacek           | verlies       | 6-3, 3-6, 5-7 |

## Prestatietabel
| Legenda | Legenda                          |
| ------- | -------------------------------- |
| g.t.    | geen toernooi gehouden           |
| l.c.    | lagere categorie                 |
| –       | niet deelgenomen                 |
| G       | uitgeschakeld in de groepsfase   |
| 1R      | uitgeschakeld in de eerste ronde |
| 2R      | uitgeschakeld in de tweede ronde |
| 3R      | uitgeschakeld in de derde ronde  |
| 4R      | uitgeschakeld in de vierde ronde |
| KF      | uitgeschakeld in de kwartfinale  |
| HF      | uitgeschakeld in de halve finale |
| F       | de finale verloren               |
| W       | het toernooi gewonnen            |
| w-v     | winst/verlies-balans             |

### Enkelspel grand slam
| Toernooi        | 1985 | 1986 | 1988 | 1989 |
| --------------- | ---- | ---- | ---- | ---- |
| Australian Open | 1R   | –    | 4R   | 1R   |
| Roland Garros   | –    | 1R   | 1R   | –    |
| Wimbledon       | –    | –    | 3R   | –    |
| US Open         | –    | –    | 2R   | –    |

### Dubbelspel
| Toernooi        | 1985 | 1986 | 1988 | 1989 | 1990 | 1991 | 1992 | 1993 | 1994 | 1995 | 1996 | 1997 | 1998 | 1999 |
| --------------- | ---- | ---- | ---- | ---- | ---- | ---- | ---- | ---- | ---- | ---- | ---- | ---- | ---- | ---- |
| Australian Open | 1R   | –    | 1R   | –    | –    | KF   | 2R   | 1R   | 1R   | 1R   | –    | 1R   | 2R   | 1R   |
| Roland Garros   | –    | 1R   | 2R   | 1R   | –    | 2R   | 1R   | 2R   | 2R   | 1R   | 2R   | 3R   | 1R   | –    |
| Wimbledon       | –    | –    | –    | –    | –    | 1R   | 1R   | 1R   | 1R   | 3R   | 2R   | 1R   | 1R   | –    |
| US Open         | –    | –    | 2R   | –    | –    | 1R   | 1R   | 1R   | 1R   | 2R   | 3R   | 2R   | 1R   | –    |